# Euclysia restricta
Euclysia restricta là một loài bướm đêm trong họ Geometridae.